# Chowdanakuppe, Kunigal
Chowdanakuppe là một làng thuộc tehsil Kunigal, huyện Tumkur, bang Karnataka, Ấn Độ.